# 聖玟森
安·艾琳·「安妮」·克拉克（英語：Anne Erin "Annie" Clark，1982年9月28日—），艺名为圣文森特，是一名美國創作歌手及音樂製作人，生於奧克拉荷馬州塔爾薩。

## 專輯
- 《嫁給我（英语：Marry Me (album)）》（Marry Me）（2007年）
- 《演員（英语：Actor (album)）》（Actor）（2009年）
- 《奇異的慈悲》（Strange Mercy）（2011年）
- 《愛情巨人》（Love This Giant）（2012年）
- 《聖玟森（英语：St. Vincent (album)）》（St. Vincent）（2014年）
- 《蔓延誘惑》（Masseduction）（2017年）
- 《爸回來了》（Daddy's Home）（2021年）

## 外部連結
- 官方网站
- 聖玟森在MusicBrainz上的頁面（英文）
- 聖玟森在互联网电影资料库（IMDb）上的資料（英文）
- 聖玟森的MySpace主頁